# Dieter Betz
Dieter Betz (* 20. April 1927 in Backnang; † 26. Februar 2006) war ein deutscher Geologe.
Betz studierte Geologie und Chemie an der TH Stuttgart, wo er promoviert wurde und danach Assistent war. 1951 ging er als Erdölgeologe zur Gewerkschaft Brigitta Elwerath in Hannover, wo er Hauptabteilungsleiter Petroleum Engineering und Explorationsdirektor wurde. Er blieb bis 1989 in der Erdölindustrie und hatte nebenbei 1983 einen Lehrauftrag für Erdölgeologie an der Goethe-Universität Frankfurt am Main. Er war früh am Kontinentalen Tiefbohrprogramm (KTB) als Mitglied des Koordinierungsausschusses beim Niedersächsischen Landesamt für Bodenforschung beteiligt, wo er 1989 bis 1995 Sprecher der Projektgruppe war. Im Rahmen des Projekts wurde eine Tiefbohrung bei Windischeschenbach niedergebracht.
Betz erhielt das Verdienstkreuz 1. Klasse des Verdienstordens der Bundesrepublik Deutschland, 1988 die Carl-Engler-Medaille der DGMK und das Verdienstkreuz 1. Klasse des Niedersächsischen Verdienstordens. Er war Ehrenmitglied der Deutschen Geologischen Gesellschaft.